# 筒穴甲科
筒穴甲科（学名：Teredidae）是鞘翅目瓢虫总科下的一个科。包含11个属，共计160多个现生种，分布广泛，遍布除南极洲外的世界各地。
筒穴甲科原为扁甲总科（Cucujoidea）下的亚科，2015年根据系统发育分析随瓢虫总科从扁甲总科中独立出来并被提升到科级水平。
已知最早的筒穴甲化石发现于白垩纪中期的缅甸琥珀。

## 形态
筒穴甲科成虫的体型细长，触角着生处从背面可见，额唇基沟明显可见，外咽缝高度分离，触角沟发达，中足基节窝关闭或狭窄的开放，前足胫节顶端具刺，前足胫节距近相等，第1腹节间突狭窄，顶端尖锐或圆钝。